# Pagoda del monje Wansong
La Pagoda del monje Wansong o Pagoda del Viejo de Wansong (chino simplificado: 万松老人塔; chino tradicional: 萬松老人塔; pinyin: Wànsōng Lǎorén Tǎ) es una pagoda de ladrillo construida originalmente a mediados del siglo XIII. Se encuentra cerca de la intersección de Xisi en el distrito Xicheng de Pekín, China.

## Historia
La construcción era una pagoda sepulcral para el famoso monje budista Chan Wansong Xingxiu (1166-1246), que vivió bajo la Dinastía Jin (1115-1234) y el Imperio mongol. Se llamó a sí mismo el Viejo de Wansong («diez mil pinos»), en referencia al estudio de los Diez Mil Pinos donde una vez vivió. Después de la muerte de Wansong sus discípulos construyeron una pagoda para sus restos en el oeste de la antigua capital central de la dinastía Jin, entonces llamada Yanjing (actual Pekín).
Tenía una forma octogonal, con una parte superior plana, y estaba construida con ladrillos delgados, con unos 5 metros de altura. En su parte delantera había una placa de piedra grabada con las palabras «Pagoda del Viejo de Wansong» (萬松老人塔).
A finales de la dinastía Ming la pagoda se había escondido entre las calles y edificios de la floreciente ciudad comercial de Pekín, y no fue hasta 1606 que un monje llamado Le'an (樂庵) se dio cuenta de la pagoda sobredimensionada, y recaudó dinero para repararla.

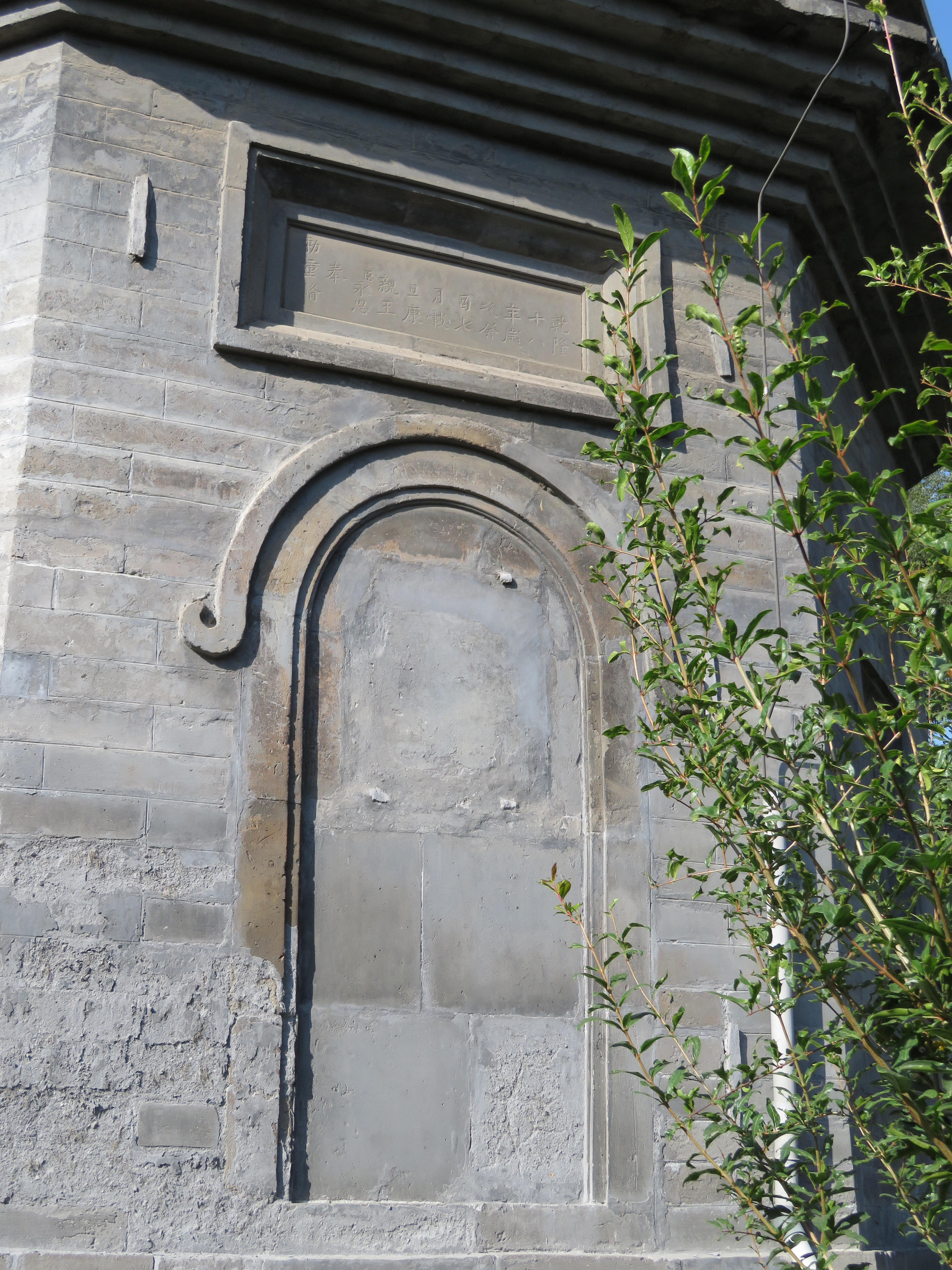
Inscripción conmemorativa de 1753 en el lado sur de la pagoda.

En 1753, durante la dinastía Qing, el emperador Qianlong ordenó que la pagoda fuera restaurada, y bajo la dirección del príncipe Kang (Aisin Gioro Yong'en 愛新覺羅･永恩) se construyó una nueva pagoda octogonal de ladrillos de nueve pisos alrededor de la pagoda original. La nueva pagoda medía 15,9 metros de altura, tres veces más que la pagoda original, y cubría completamente la pagoda más pequeña. Se reservó un área de 99,3 metros cuadrados, alrededor de la pagoda fue apartada, y se colocó una inscripción conmemorativa de la renovación de la pagoda fue colocada al sur de la misma.
En 1927 Ye Gongchuo 葉恭綽 (1881-1968), viceministro de comunicaciones, dirigió una campaña para restaurar la pagoda y el muro que rodeaba los terrenos en los que se encontraba. Ye, que también era un famoso calígrafo, escribió una nueva inscripción «Pagoda de la dinastía Yuan del Viejo de Wansong» (元萬松老人塔) en una tablilla de piedra —la dinastía Yuan es un anacronismo ya que la dinastía no se fundó hasta 1271, algún tiempo después de la construcción de la pagoda durante el período del Imperio mongol—.
La pagoda fue dañada por el terremoto de Tangshan de 1976, cuando la punta de la pagoda cayó al suelo, pero pronto fue restaurada a su posición en la parte superior de la pagoda.
En 1986 el gobierno local de Xicheng pagó por la restauración de la pagoda, y fue durante esta renovación que se descubrió que la pagoda original de ladrillos octogonales de siete pisos estaba todavía intacta dentro de la estructura de la pagoda construida alrededor de ella en 1753.  Los ladrillos usados para la pagoda original eran ladrillos delgados típicos de la dinastía Yuan.

## SituaciónsigloXXI
Hasta e año 2010, la pagoda estaba oculta en gran parte por tiendas y edificios residenciales, [4]  pero después de la remodelación del área para la construcción de la estación de metro Xisi y una mayor restauración de la pagoda en 2013, la pagoda está abierta al público. Está ubicada en un patio, rodeada de granados y rosales. Las librerías especializadas en la historia de Pekín ocupan los lados norte y sur del patio, junto con una sala de exposiciones que exhibe artefactos e información relacionada con la historia de la pagoda.